# Monika Schnaitmann
Monika Eugenie Schnaitmann (* 10. Januar 1952 in Ulm) ist eine deutsche Politikerin (Bündnis 90/Die Grünen) und war von 1992 bis 1996 Mitglied des Landtags von Baden-Württemberg und von 1997 bis 2001 Landesvorsitzende der Grünen in Baden-Württemberg.

## Beruflicher Werdegang
Schnaitmann machte 1971 das Wirtschaftsabitur. Von 1971 bis 1975 studierte sie an der Pädagogischen Hochschule Reutlingen Englisch, Pädagogik und Evangelische Theologie. Danach studierte sie Evangelische Theologie an der Universität Tübingen. Es folgte das Vikariat in Sindelfingen. Anfang der 1980er Jahre weigerte sich Schnaitmann, einen Soldaten in Uniform zu trauen, woraufhin sie Probleme mit der Kirche bekam. 1987 bis 1992 arbeitete sie als Seelsorgerin an einem Alten- und Pflegeheim in Tübingen. Von 2003 bis 2017, nach ihrer politischen Karriere, war sie als Pfarrerin in Bodelshausen tätig. 

## Politische Karriere
Ihre erste politische Tätigkeit begann Schnaitmann bei der Jungen Union in Albstadt-Ebingen, sie war von 1968 bis 1972 Mitglied der Jungen Union. Über die SPD gelangte sie schließlich 1984 zu den Grünen.
In den Jahren 1984 bis 1992 war sie Mitglied des Kreistags des Landkreises Tübingen. Von 1992 bis 1996 war sie Abgeordnete des Landtags von Baden-Württemberg, zuständig für Schulpolitik und Kirchenfragen. Bei der Landtagswahl 1996 stellte ihr Kreisverband nicht mehr sie für den Landtag auf, sondern Sabine Schlager. Von 1997 bis 2001 war sie zusammen mit Reinhard Bütikofer (bis 1999) und Andreas Braun (seit 1999) Landesvorsitzende der Grünen in Baden-Württemberg. Im Jahr 1999 kehrte sie in den Tübinger Kreistag zurück. Dort war sie Mitglied im Verkehrsausschuss, stellvertretendes Mitglied im Sozialausschuss und Verwaltungsrätin der Kreissparkasse Tübingen. 
Im Jahr 2004 beendete Schnaitmann ihre politische Karriere.

## Ehrenämter
- Vorstandsvorsitzende der LeF (Landesarbeitsgemeinschaft evangelischer Familienbildungsstätten) (bis 2009)
- Mitglied im Vorstand der EAEW (Evangelische Erwachsenenbildung in Württemberg)
- Mitglied der Mitgliederversammlung des Deutschen Instituts für ärztliche Mission am Paul-Lechler-Krankenhaus in Tübingen.

## Familie
Monika Schnaitmann ist verheiratet und hat zwei Söhne und eine Tochter. Ihr Mann Gerhard war bis zu seinem Ruhestand als Nahverkehrsexperte bei der Nahverkehrsgesellschaft Baden-Württemberg beschäftigt und war selbst im Tübinger Gemeinderat politisch aktiv.